# NGC 6429
NGC 6429 ist eine 13,3 mag helle Balkenspiralgalaxie vom Hubble-Typ SBa im Sternbild Herkules.
Sie wurde am 2. Juli 1864 von Albert Marth entdeckt.